# 幕末の砲艦外交
この項では、幕末の砲艦外交（ばくまつのほうかんがいこう）について概説する。

## アダム・ラクスマンの来航と通商の要求（1792年）

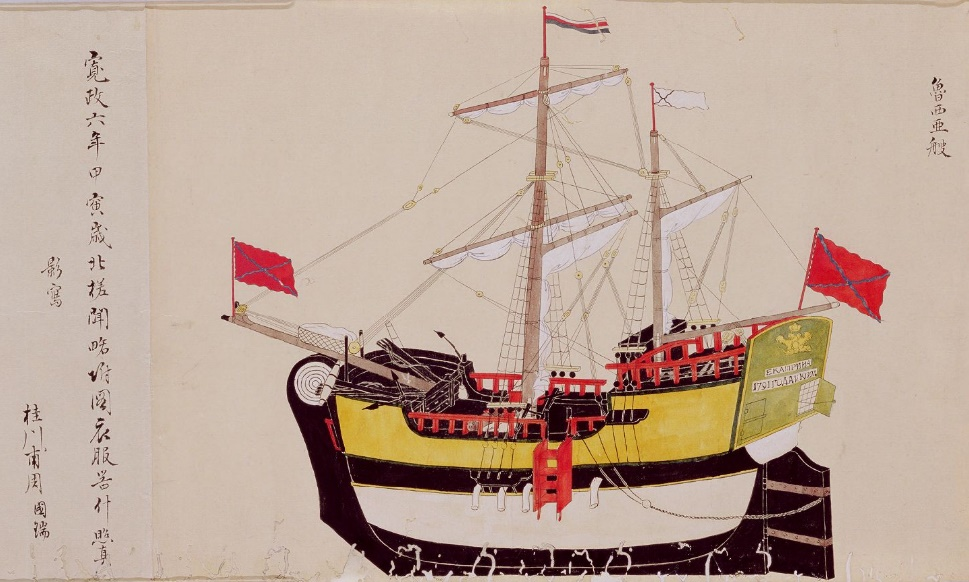
ラクスマンのエカチェリーナ号（北槎聞略より 国立公文書館）

ロシアは当初日本との通商を行うに当たり、パベル・レベデフ＝ラストチキンのような商人の活動に期待していた。しかし、陸軍の軍人であったアダム・ラクスマンは、大黒屋光太夫ら漂流者の日本への送還すると同時に日本との通商を行うことを計画し、エカチェリーナ2世の命を受けることに成功した。通商要望の信書はエカチェリーナ2世ではなくシベリア総督の名前で出されたが、ラクスマンはロシア最初の遣日使節となった。1792年9月、帆走ブリッグエカチェリーナ号を率いて根室国に到着した。ラクスマンは江戸に出向いて漂流民を引き渡し、通商交渉をおこなうことを希望したが、老中松平定信らは、ラクスマンを箱館に廻航させて漂流民の身柄を受け取ること、シベリア総督の信書は受理せず、もしどうしても通商を望むならば長崎に廻航させることを指示した。この結果、ラクスマンらは1793年6月、箱館に入港して上陸し、松前に赴いて光太夫らを日本側に引き渡した。ラクスマンは長崎への入港許可証（信牌）を交付されたが、長崎へは向かわずに帰国した。
| 艦名           | 艦種         | 建造年 | トン数                      | 乗組員 | 機関出力 | 備砲 |
| -------------- | ------------ | ------ | --------------------------- | ------ | -------- | ---- |
| エカチェリーナ | 帆走ブリッグ | 不明   | 積載量150トン程度（bmトン） | 42     | 無       | 不明 |

## ニコライ・レザノフの来航と通商の要求（1804年）

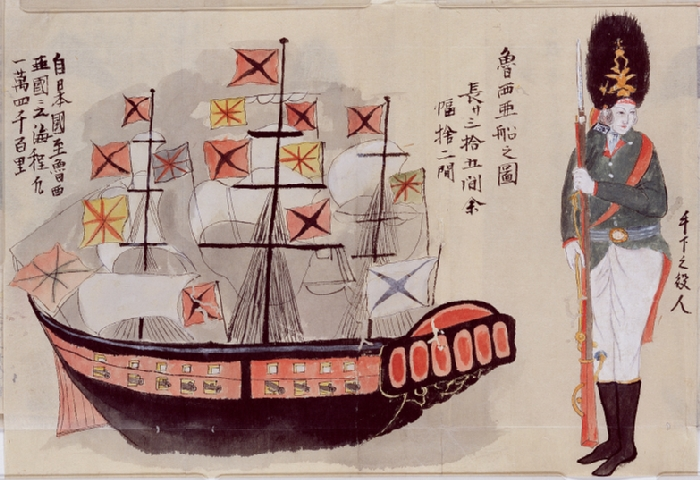
レザノフのナジェージダ号（視聴草より 国立公文書館）

ニコライ・レザノフは、露米会社経営者であったが、その発展に日本との交易が重要と考えており、使節の派遣を宮廷に働きかけた。彼は日本人漂流民の津太夫一行を送還する名目で、遣日使節としてロシア皇帝アレクサンドル1世の親書を携えた正式な使節団を率いることとなり、ラクスマンが入手した信牌を携え、アーダム・ヨハン・フォン・クルーゼンシュテルンの世界一周航海艦隊の隊長としてペテルブルクから出航し、南米回りで太平洋を航海してカムチャツカへ到着した。1804年（文化元年）ナジェージダ号に乗って9月に長崎の出島に来航する。しかし、交渉は進まず、レザノフたちは半年間出島に留め置かれることになる。翌年には長崎奉行遠山景晋から通商の拒絶を通告された。レザノフは長崎での交渉が膠着した経験から「日本に対しては武力をもっての開国以外に手段はない」と上奏した。のち撤回したものの部下のフヴォストフが単独で1806年に樺太の松前藩の番所、1807年に択捉港ほか各所襲撃する（フヴォストフ事件、文化露寇）。フヴォストフ事件により日露関係は緊張する。以後、江戸幕府は自らの威信維持のために内外に対して強硬策を採らざるを得なくなり、やがて1811年にはゴローニン事件が発生する。
| 艦名         | 艦種           | 建造年 | トン数                        | 乗組員 | 機関出力 | 備砲 |
| ------------ | -------------- | ------ | ----------------------------- | ------ | -------- | ---- |
| ナジェージダ | 帆走フリゲート | 不明   | 積載量350トン程度？（bmトン） | 76     | 無       | 不明 |

## ジェームズ・ビドルの来航と開国の要求（1846年）

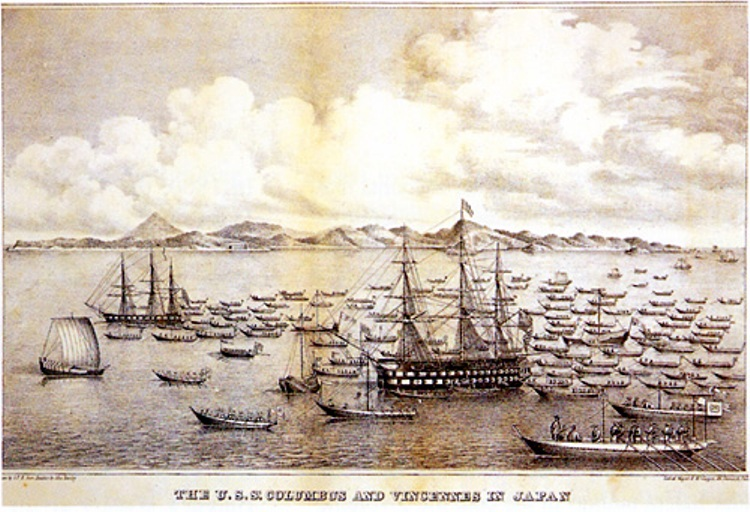
浦賀におけるコロンバスとビンセンス

米国はアヘン戦争後に清と望厦条約を結ぶことに成功した。国務長官のジョン・カルフーンは公使として清に滞在していたケイレブ・クッシングに対し、日本との外交折衝を開始する旨の指令を与え、その指令書を東インド艦隊司令官に任命されたジェームズ・ビドルが清まで運んだ。しかし、クッシングはすでに帰国した後であり。また、彼の後任であるアレクサンダー・エバレット (Alexander H. Everett) は、日本への航海に耐えうる健康状態では無かった。このため、ビドルは自身で日本との交渉を行うことを決意した。1846年7月7日、ビドルは戦列艦・コロンバスおよび戦闘スループ・ビンセンスを率いて、日本に向かってマカオを出港し、7月19日（弘化3年閏5月26日）に浦賀に入港した。直ちに日本の船が両艦を取り囲み、上陸は許されなかった。ビドルは望厦条約と同様の条約を日本と締結したい旨を伝えた。幕府からの回答は、オランダ以外との通商行わず、また外交関係の全て長崎で行うため、そちらに回航して欲しいというものであった。ビドルは「辛抱強く、敵愾心や米国への不信感を煽ること無く」交渉することが求められていたため、それ以上の交渉を中止し、7月29日（6月7日）、両艦は浦賀を出港した。なお、ビドルが来訪するであろうことは、その年のオランダ風説書にて日本側には知らされていた。
| 艦名                | 艦種         | 建造年 | トン数                   | 乗組員 | 機関出力 | 備砲                                  |
| ------------------- | ------------ | ------ | ------------------------ | ------ | -------- | ------------------------------------- |
| コロンバス Colombus | 帆走戦列艦   | 1819   | 積載量2480トン（bmトン） | 780    | 無       | 32ポンド砲x68 42ポンドカロネード砲x24 |
| ビンセンス Vincence | 帆走スループ | 1826   | 積載量700トン（bmトン）  | 80     | 無       | 32ポンド砲x18                         |

## ジェームス・グリンの来航と米国捕鯨船員の解放（1849年）

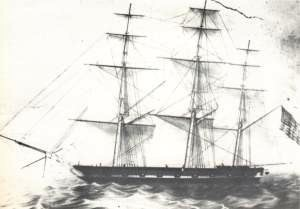
グリンの乗艦、プレブル（USS Preble）

東インド艦隊司令官であるデビッド・ガイシンガーは、広東のオランダ領事から、アメリカ捕鯨船の船員18人が、長崎で牢に入れられていることを聞いた。ガイシンガーは彼らの救出のため、部下のジェームス・グリンに長崎に向かうよう命令した。グリンは1849年4月17日に長崎に到着した。グリンに与えられた命令は、注意深くしかしながら断固とした交渉を行うことであった。グリンは捕らえられている船員の解放を要求し、また米国の軍事介入の可能性をほのめかした。オランダ商館の手助けもあり、4月26日には全員が解放され、グリンのもとに送り届けられた。実際には、捕鯨船の乗員はオランダ船で米国に送還される予定であった。しかし、グリンは「強さ」を見せたことが成功につながったと判断した。その後、グリンは米国政府に対し、日本を外交交渉によって開国させること、また必要であれば「強さ」を見せるべきとの建議を提出した。彼のこの提案は、マシュー・ペリーによる日本開国への道筋をつけることとなった。
| 艦名            | 艦種         | 建造年 | トン数                  | 乗組員 | 機関出力 | 備砲          |
| --------------- | ------------ | ------ | ----------------------- | ------ | -------- | ------------- |
| プレブル Preble | 帆走スループ | 1839   | 積載量565トン（bmトン） | 不明   | 無       | 32ポンド砲x16 |

## マシュー・ペリーの来航と日米和親条約

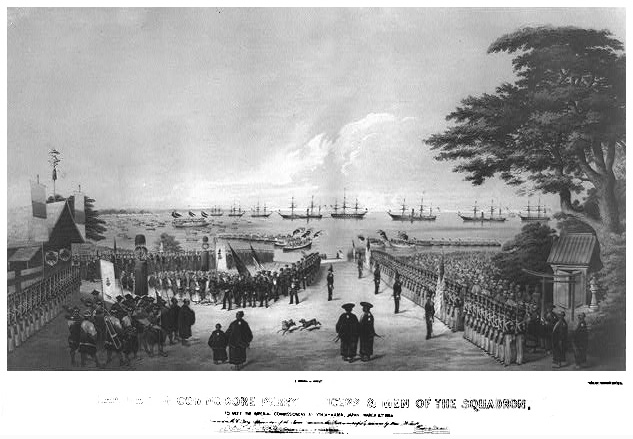
黒船来航

米国の捕鯨船は、1820年代から日本近海に現れていた（但し、1850年代には米国の捕鯨はすでに衰退に向かっていた）。また米墨戦争によりカリフォルニアを獲得したため、米国西海岸と中国を結ぶ航路が開かれた。このため日本との外交関係を樹立することは米国にとって有益であると考えられ、ミラード・フィルモア大統領は東インド艦隊の司令官であるジョン・オーリックにその任を与えた。しかし、オーリックは部下とのトラブルのため任を解かれ、代わって1852年2月マシュー・ペリーにその任務が委ねられた。ペリーは任命される1年も前の1851年1月には日本遠征の独自の基本計画をウィリアム・アレクサンダー・グラハム海軍長官に提出していた。

### 第一次来航（1853年）
ペリーは日本を開国させるためには軍事的な威嚇が必要と考えた。このため、5隻の蒸気船を含む13隻の艦隊を編成することを計画した。しかし、実際には使用可能な蒸気船は3隻だけであり、そのうち1隻（ポーハタン）は出港が遅れたため第一次の遠征には間に合わなかった。結果として、第一次の日本遠征は2隻の蒸気フリゲート（サスケハナおよび ミシシッピ）、2隻の帆走スループ（サラトガおよびプリマス）の4隻という小規模なものになった。
1853年7月8日（嘉永6年6月3日）、ペリー艦隊は浦賀に入港した。7月14日（6月9日）、幕府側が指定した久里浜に護衛を引き連れ上陸、戸田氏栄・井戸弘道に開国を促すフィルモア大統領親書、提督の信任状、覚書などを手渡した。幕府は将軍徳川家慶が病気であって決定できないとして、返答に1年の猶予を要求したため、ペリーは返事を聞く為、1年後に再来航すると告げた。艦隊は6月12日（同年7月17日）に江戸を離れ一旦香港へ帰った。
このペリー来航は前年のオランダ風説書で予告されており、9隻の艦名も記されている。さらには陸兵および攻城兵器を搭載しているとの噂も含まれていた。オランダは米国の軍事的圧力によって開国させられるより、オランダと平和的に外交関係を結ぶべきと幕府に訴えたが、これは無視された。
| 艦名                   | 艦種               | 建造年 | トン数                                    | 乗組員 | 機関出力      | 備砲                                                        |
| ---------------------- | ------------------ | ------ | ----------------------------------------- | ------ | ------------- | ----------------------------------------------------------- |
| サスケハナ Susquehanna | 蒸気外輪フリゲート | 1850年 | 積載量2450トン（bmトン） 排水量3824英トン | 300    | 420NHP 795IHP | 150ポンドパロット砲x2 9インチダールグレン砲x12 12ポンド砲x1 |
| ミシシッピ Mississippi | 蒸気外輪フリゲート | 1841年 | 積載量1692トン（bmトン） 排水量3220英トン | 260    | 434NHP 650IHP | 10インチペクサン砲x8 8インチペクサン砲x2                    |
| サラトガ Saratoga      | 帆走スループ       | 1843年 | 積載量882トン（bmトン）                   | 260    | 無            | 8インチ砲x4 32ポンド砲x18                                   |
| プリマス Plymouth      | 帆走スループ       | 1844年 | 積載量989トン（bmトン）                   | 260    | 無            | 8インチ砲x8 32ポンド砲x18                                   |

### 第二次来航（1854年）
ペリーは香港で将軍徳川家慶の死を知ると、約束の1年をまたず、再び日本を訪れた。嘉永7年1月14日（同年2月11日）にサウサンプトン（帆走輸送艦）が現れ、1月16日（同年2月13日）までに旗艦サスケハナ、ミシシッピ、ポーハタン 以上、蒸気外輪フリゲート）、マセドニアン、ヴァンダリア（以上、帆走スループ）、レキシントン（帆走補給艦）の6隻が到着した。2月6日にサラトガ（帆走スループ）、2月21日にサプライ（帆走補給艦）が到着して計9隻の大艦隊が江戸湾に集結した。約1ヶ月にわたる協議の末、幕府は返答を出し、アメリカの開国要求を受け入れた。3月3日（3月31日）、ペリーは約500名の兵員を以って武蔵国神奈川近くの横浜村（現神奈川県横浜市）に上陸し、全12箇条に及ぶ日米和親条約（神奈川条約）が締結されて日米合意は正式なものとなり、3代将軍徳川家光以来200年以上続いてきた、いわゆる鎖国が解かれた。その後、伊豆国下田（現静岡県下田市）の了仙寺へ交渉の場を移し、5月25日に和親条約の細則を定めた全13箇条からなる下田条約を締結した。
| 艦名                       | 艦種               | 建造年     | トン数                                    | 乗組員        | 機関出力      | 備砲                                                           |
| -------------------------- | ------------------ | ---------- | ----------------------------------------- | ------------- | ------------- | -------------------------------------------------------------- |
| ポーハタン Pawhatan        | 蒸気外輪フリゲート | 1852年     | 積載量2415トン（bmトン） 排水量3765英トン | 289           | 420NHP 795IHP | 11インチダールグレン砲x1 9インチダールグレン砲x10 12ポンド砲x5 |
| サスケハナ Susquehanna     | 蒸気外輪フリゲート | 1850年     | 積載量2450トン（bmトン） 排水量3824英トン | 300           | 420NHP 795IHP | 150ポンドパロット砲x2 9インチダールグレン砲x12 12ポンド砲x1    |
| ミシシッピ Mississippi     | 蒸気外輪フリゲート | 1841年     | 積載量1692トン（bmトン） 排水量3220英トン | 260           | 434NHP 650IHP | 10インチペクサン砲x8 8インチペクサン砲x2                       |
| サラトガ Saratoga          | 帆走スループ       | 1843年     | 積載量882トン（bmトン）                   | 260           | 無            | 8インチ砲x4 32ポンド砲x18                                      |
| マセドニアン Macedonian    | 帆走スループ       | 1852年改造 | 積載量1341トン（bmトン）                  | 489（改造前） | 無            | 8インチ砲x6 32ポンド砲x16                                      |
| バンダリア Vandalia        | 帆走スループ       | 1848年改造 | 積載量770トン（bmトン）                   | 150           | 無            | 8インチ砲x4 32ポンド砲x16                                      |
| サウサンプトン Southampton | 帆走補給艦         | 1845年     | 積載量567トン（bmトン）                   | 不明          | 無            | 42ポンド砲x2                                                   |
| レキシントン Lexington     | 帆走補給艦         | 1843年改造 | 積載量691トン（bmトン）                   | 190（改造前） | 無            | 32ポンド砲x6                                                   |
| サプライ Supply            | 帆走補給艦         | 1846年購入 | 積載量547トン（bmトン）                   | 60            | 無            | 24ポンド砲x4                                                   |

## プチャーチンの来航と日露和親条約（1853年）
プチャーチンは、ロシアも極東地域において影響力を強化する必要を感じ、皇帝ニコライ1世に極東派遣を献言、1843年に清及び日本との交渉担当を命じられた。しかし、それが実施に移されたのは1852年になってからであり、日本との条約締結のために遣日全権使節に任じられ、皇帝ニコライ1世により平和的に交渉することを命令された。途中英国で蒸気船ボストークを購入し、1853年8月22日（嘉永6年7月18日）、ペリーに遅れること1ヵ月半後に、旗艦パルラダ号以下4隻の艦隊を率いて長崎に来航した。長崎奉行の大沢安宅に国書を渡し、江戸から幕府の全権が到着するのを待ったが、クリミア戦争に参戦したイギリス軍が極東のロシア軍を攻撃するため艦隊を差し向けたという情報を得たため、11月23日、長崎を離れ一旦上海に向かった。1854年1月3日（嘉永6年12月5日）、再び長崎に戻り、幕府全権川路聖謨、筒井政憲と計6回に渡り会談した。交渉はまとまらなかったが、将来日本が他国と通商条約を締結した場合にはロシアにも同一の条件の待遇を与える事などで合意した。翌1854年10月21日（嘉永7年8月30日）、ディアナ号に乗り換えて函館に入港したが、同地での交渉を拒否されたため大阪へ向かった。翌月に天保山沖に到着、大阪奉行から下田へ回航するよう要請を受けて、12月3日（嘉永7年10月14日）に下田に入港した。報告を受けた幕府では再び川路聖謨、筒井政憲らを下田へ派遣、プチャーチンとの交渉を行わせた。交渉開始直後の1854年12月23日（安政元年11月4日）、安政東海地震）が発生し交渉は中断。1855年1月1日（安政元年11月13日）、中断されていた外交交渉が再開され、5回の会談の結果、2月7日（安政元年12月21日）、プチャーチンは遂に日露和親条約の締結に成功した。
ペリーとは対照的に、プチャーチンは軍事的威嚇などをすることもなく（戦力的に貧弱という実状もあったが）、紳士的に交渉を続けた。このため川路聖謨は、プチャーチンの姿勢に好感を持った。
| 艦名       | 艦種           | 建造年             | トン数                       | 乗組員 | 機関出力 | 備砲         |
| ---------- | -------------- | ------------------ | ---------------------------- | ------ | -------- | ------------ |
| パルラーダ | 帆走フリゲート | 1832年             | 積載量1400トン程度（bmトン） | 不明   | 無       | 54           |
| ボストーク | 蒸気船         | 1852年英国にて購入 | 不明                         | 不明   | 不明     | 68ポンド x 4 |
| オリバーツ | 帆走軍艦       | 不明               | 不明                         | 不明   | 無       | 不明         |
| メンシコフ | 帆走補給艦     | 不明               | 不明                         | 不明   | 無       | 不明         |

## スターリングの来航と日英和親条約（1854年）

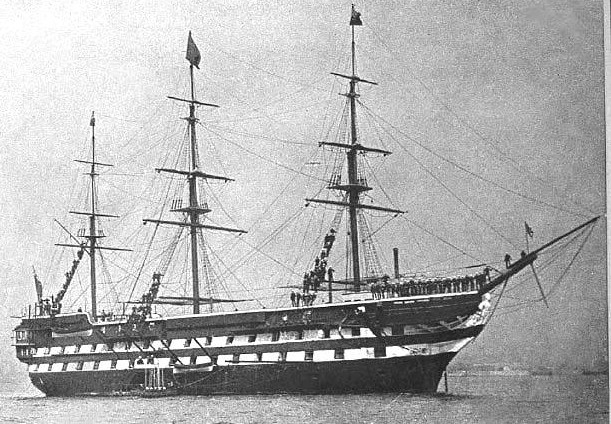
英国東インド艦隊旗艦ウィンチェスター

プチャーチンとその艦隊が長崎に入港中であるとの情報を得たジェームズ・スターリングは、それを捜索・拿捕すべく旗艦の帆走フリゲート・ウィンチェスターと3隻の蒸気軍艦を率いて1854年9月7日、に長崎に入港した。すでにプチャーチンは長崎にはいなかったが、スターリングは英国とロシアが戦争中であること、ロシアがサハリンおよび千島列島への領土的野心があることを警告し、幕府に対して局外中立を求めた。このときの長崎奉行は水野忠徳であったが、もともと水野はペリーとの交渉のために長崎に派遣されていた（幕府はペリーに次回の交渉時には長崎に行くように伝えていた）。このため、水野はスターリングも外交交渉のための来航と考え、幕府に許可を求めた（スターリングは同年3月に日米和親条約が締結されたことを米海軍より入手していたが、外交交渉は任務に含まれていなかった）。江戸幕府の許可を得た水野忠徳及び同目付永井尚志が同年10月14日（嘉永7年8月23日）、日英和親条約に調印した（スターリングは外交交渉を行う権利は有しておらず、かつ本国からの指示も受けていなかった。しかし、日本の北方でロシア海軍との交戦を行うためには、日本での補給を可能にすることには大きなメリットがあり、本国も追認した。
| 艦名                        | 艦種                     | 建造年 | トン数                                    | 乗組員 | 機関出力 | 備砲                                       |
| --------------------------- | ------------------------ | ------ | ----------------------------------------- | ------ | -------- | ------------------------------------------ |
| ウィンチェスター Winchester | 帆走フリゲート           | 1822年 | 積載量1487トン（bmトン）                  | 450    | 無       | 42ポンド砲x16 カロネード砲x8 24ポンド砲x36 |
| エンカウンター Encounter    | 蒸気スクリューコルベット | 1846年 | 積載量953トン（bmトン） 排水量1934英トン  | 不明   | 360NHP   | 14（主として32ポンド砲）                   |
| スティックス Styx           | 蒸気外輪スループ         | 1841年 | 積載量1054トン（bmトン） 排水量1379英トン | 160    | 280NHP   | 10インチ砲 x 2（旋回式） 42ポンド砲 x 4    |
| バラクータ Barracouta       | 蒸気外輪スループ         | 1851年 | 積載量1053トン（bmトン） 排水量1676英トン | 不明   | 300NHP   | 68ポンド砲x2 10インチ砲x4                  |

## ムラビヨフの江戸来航と樺太全土領有の主張（1859年）
東シベリア総督ムラビヨフは1859年8月18日（安政6年7月20日）に、旗艦のスクリューフリゲート・アスコルド以下9隻の艦隊を率いて江戸に来航した。ムラビヨフは樺太全土をロシア領とし、宗谷海峡を日露国境とすることを主張したが、江戸幕府はこれを拒否した。この交渉の間に、ロシア士官1人と水夫1人が、横浜の波止場近くで突然抜刀した日本人に襲われ殺害されるという事件が発生している。これは幕末期の最初の外国人殺害事件であった。しかしながら、ムラビヨフは賠償金の請求は行わなかった。
この事件の幕府側担当者は、神奈川奉行の水野忠徳であったが、責任を問われて左遷され、翌年の万延元年遣米使節に加われなかった。さらに、この際部下に事件の調査を任せ自ら動かなかったことが、 英国公使ラザフォード・オールコックに嫌われて、当時外国奉行でありながら文久遣欧使節からも外された。
| 艦名              | 艦種                 | 建造年 | トン数         | 乗組員 | 機関出力 | 備砲 |
| ----------------- | -------------------- | ------ | -------------- | ------ | -------- | ---- |
| アスコルド Асколд | スクリューフリゲート | 1854年 | 排水量2834トン | 463    | 360      | 46   |
| その他8隻は不明   |                      |        |                |        |          |      |

## ロシア軍艦対馬占領事件（1861年）
ロシア艦隊の太平洋司令官であったリハチョーフ大佐は、不凍港を確保するため対馬海峡に根拠地を築くことを提案したが、日本との関係が悪化することを懸念したロシア政府はリハチョーフの提案を拒絶した。しかし、海事省大臣であった大公コンスタンチン・ニコラエヴィチが、対馬への艦隊派遣を許可させたため、リハチョーフ司令官の命令によりニコライ・ビリリョフが艦長を努める、蒸気コルベットポサードニクが派遣された。ビリリョフは1861年4月25日（文久元年3月16日）に対馬に到着、藩主への面会を再三要求し、5月2日（3月23日）には芋崎の租借を求めて来た。ロシア側としては強引に対馬藩に租借を承諾させ、これを既成事実として幕府に認めさせる思惑であった。対馬藩では対応に苦慮し、面会要求を拒否しつつ、長崎と江戸に急使を派遣して幕府の指示を仰いだ。長崎奉行・岡部長常は対馬藩に対し紛争を回避するように慎重な対応を指示する一方で、不法行為を詰問する書をビリリョフ艦長に送ったが、有効な手は打てなかった。幕府は外国奉行・小栗忠順を対馬に急派して事態の収拾に当たらせたが、解決方法に関して幕閣と対立し、小栗は解任された。英国公使ラザフォード・オールコックは香港でこの事件を知り、英国東インド艦隊司令官ジェームズ・ホープと協議し、軍艦2隻（アクテオン、リンドーブ）を対馬に派遣して偵察を行わせた。1861年8月14日（文久元年7月9日）、オールコックとホープが幕府に対し、イギリス艦隊の圧力によるロシア軍艦退去を提案、幕府はこれを受け入れた（その代償として、オールコックは伊能図の提供を求めている）。8月28日（7月23日）、イギリス東インド艦隊の軍艦2隻（エンカウンター、リンドーブ）が対馬に回航し示威行動を行い、ホープはロシア側に対して厳重抗議した。ロシア領事ヨシフ・ゴシケーヴィチはイギリスの干渉を見て形勢不利と察し、ビリリョフを説得。9月19日（8月15日）、ポサードニクは対馬から退去した。
| 艦名                     | 艦種                     | 建造年 | トン数                                   | 乗組員 | 機関出力    | 備砲          |
| ------------------------ | ------------------------ | ------ | ---------------------------------------- | ------ | ----------- | ------------- |
| ロシア                   |                          |        |                                          |        |             |               |
| ポサードニク             | 蒸気スクリューコルベット | 1857年 | 基準排水量885トン                        | 178    | 400馬力程度 | 36ポンド砲x11 |
| 英国                     |                          |        |                                          |        |             |               |
| エンカウンター Encounter | 蒸気スクリューコルベット | 1846年 | 積載量953トン（bmトン） 排水量1934英トン | 225    | 不明        | 14            |
| リンドーブ Ringdove      | 蒸気スクリュー砲艦       | 1856年 | 積載量674トン（bmトン）                  | 不明   | 不明        | 4             |
| アクテオン Actaeon       | 帆走測量艦               | 1831年 | 積載量630トン（bmトン）                  | 不明   | 無          | 16（改装前）  |

## 薩英戦争（1863年）

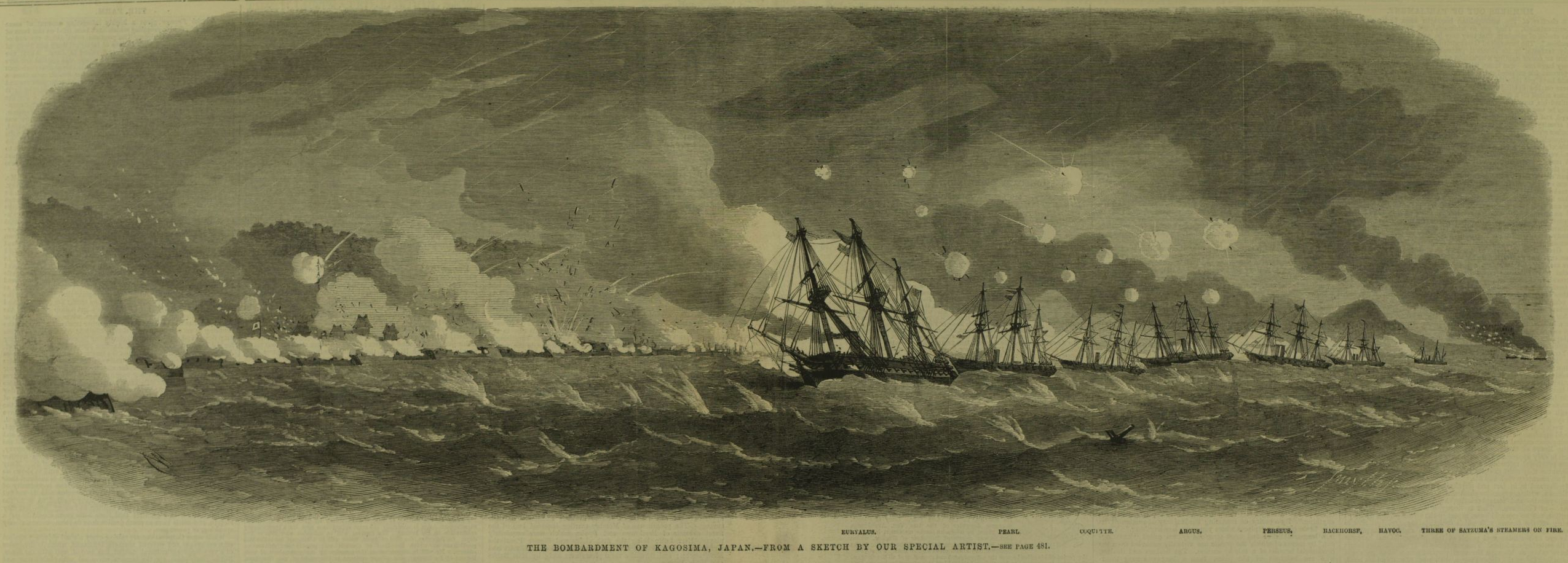
Illustrated London News 1863年11月3日号のイラスト

安政五カ国条約が締結され、1859年7月1日（安政6年6月2日）に横浜が開港すると、横浜に居留する外国人の数は増加した。それに伴いトラブルも増えていたが、ついに第一次東禅寺事件が発生し、英国公使ラザフォード・オールコックが襲撃された。このため、オールコックは英国東インド艦隊司令官ジェームズ・ホープに対し、居留民保護を目的として軍艦の派遣を要請した。しかし、オールコックが帰国中に第二次次東禅寺事件が発生し、代理公使ジョン・ニールが襲われる。ニールはホープに追加の艦艇の派遣を要請した。ここにいたり、ホープは、外国人襲撃は個人的な動機によるものであり、根本的な解決のためには幕府の強力な取り締まりが必要である、さらに幕府にそれを実行させるには圧力をかける必要があり、具体策として海上封鎖および一部砲台に対する限定的な攻撃を提案した。この提案は後に本国政府の承認を得ることになる。ホープはニールの要請に応じて、部下であり彼の後任として東インド艦隊司令官に内定していたオーガスタス・レオポルド・キューパーを横浜に派遣した。その到着当日、すなわち1862年9月14日（文久2年8月21日）に生麦事件が発生した。英国居留民らはキューパーに対して強硬な対応を求めたが、キューパーに与えられた命令は海上封鎖の可能性の調査であり、またニールも慎重な対応に同意した。
一方、本国政府では対日強攻策が主流になっており、1862年12月24日（文久2年11月4日）、ラッセル外相からニールに対し、生麦事件の対日要求が示された（ニールに訓令が到達したのは1863年3月4日（文久3年1月15日））。すなわち、幕府に対しては公式謝罪と10万ポンドの賠償金、薩摩藩に対しては犯人の処刑と2万5000ポンドの賠償金の支払いを要求し、幕府が応じない場合は船舶および海上封鎖、薩摩藩が応じない場合は鹿児島湾封鎖や直接攻撃を認めるものであった。ニールもホープも軍事行動はは最後の手段であると考え、1863年3月22日（文久3年2月4日）、ホープの副官であるキューパーに軍艦3隻（ユーライアス、ラットラー、レースホース）を率いさせて横浜に呼び寄せ、幕府に最後通牒を突きつけて海上封鎖の可能性を仄めかせた。これを憂慮したフランス公使デュシェーヌ・ド・ベルクールの仲介によって6月24日（5月9日）にニールと江戸幕府代表の小笠原長行との間で賠償がまとまって日本海上封鎖は直前に中断され、残る薩摩藩との対応が主目的となった。
8月6日（6月22日 ）ニールは薩摩藩との直接交渉のため、キューパーに7隻の艦隊を率い横浜を出港。8月11日（6月27日）は鹿児島湾に到着し鹿児島城下の南約7kmの谷山郷沖に投錨した。当初英国側は戦闘になる可能性は低いと見ていたが、交渉は決裂し、英国は軍事行動を決意する。8月15日（7月2日）早朝、薩摩藩の蒸気船3隻を拿捕。これをきっかけに薩摩側の砲台が砲撃を開始した。英国艦隊は台場だけでなく鹿児島城や城下町に対しても砲撃・ロケット弾攻撃を加え、城下で大規模な火災が発生した。陸上砲台や近代工場を備えた藩営集成館も破壊された。午後5時過ぎ、艦隊は砲撃をやめ、桜島横山村・小池村沖に戻って停泊した。翌8月16日、イギリス艦隊は城下や台場に砲撃を加えながら湾内を南下、谷山村沖に停泊し艦の修復を行う。8月17日、英国艦隊は薩摩から撤退し横浜に向かった。
11月15日（10月5日）、幕府と薩摩藩支藩佐土原藩の仲介により代理公使ニールと薩摩藩が講和。薩摩藩は2万5000ポンドに相当する6万300両を幕府から借用して支払った（この借用金は幕府に返されることはなかった）。また、講和条件の一つである生麦事件の加害者の処罰は「逃亡中」とされたまま行われなかった。
| 艦名                    | 艦種                     | 建造年     | トン数                                    | 乗組員 | 機関出力 | 備砲 |
| ----------------------- | ------------------------ | ---------- | ----------------------------------------- | ------ | -------- | --- |
| ユーライアラス Euryalus | 蒸気スクリューフリゲート | 1853年改造 | 積載量2371トン（bmトン） 排水量3125英トン | 540    | 400NHP   | 110ポンドアームストロング砲x5 40ポンドアームストロング砲x8 その他22門 鹿児島砲撃時にカロネード砲x16を追加 |
| パール Pearl            | 蒸気スクリューコルベット | 1855年     | 積載量1469トン（bmトン） 排水量2187英トン | 400    | 400NHP   | 68ポンド砲x1 10インチ砲x20                                                                                |
| パーシュース Perseus    | 蒸気スクリュースループ   | 1861年     | 積載量955トン（bmトン） 排水量1365英トン  | 175    | 200NHP   | 40ポンドアームストロング砲x5 32ポンド砲x12                                                                |
| アーガス Argus          | 蒸気外輪スループ         | 1852年     | 積載量981トン（bmトン） 排水量1630英トン  | 175    | 300NHP   | 110ポンドアームストロング砲x1 10インチ砲x1 32ポンド砲x4                                                   |
| レースホース Racehorse  | 蒸気スクリュー砲艦       | 1860年     | 積載量695トン（bmトン） 排水量877英トン   | 90     | 200NHP   | 110ポンドアームストロング砲x1 10インチ砲x1 32ポンド砲x1 20ポンド砲x2                                      |
| コケット Coquette       | 蒸気スクリュー砲艦       | 1855年     | 積載量677トン（bmトン）                   | 90     | 200NHP   | 110ポンドアームストロング砲x1 10インチ砲x1 32ポンド砲x1 20ポンド砲x2                                      |
| ハボック Havock         | 蒸気スクリューガンボート | 1856年     | 積載量232トン（bmトン）                   | 37     | 60NHP    | 68ポンド砲x2                                                                                              |

## 下関戦争
攘夷機運は高まる一方であり、将軍徳川家茂は孝明天皇に対し、1863年6月25日（文久3年5月10日）をもって攘夷を実行することを奏上し、諸藩にも通達していた。多くの藩はこれを無視したが、攘夷運動の中心的存在である長州藩は、下関海峡に砲台を整備し、藩兵および浪士隊からなる兵1000程、帆走軍艦2隻（丙辰丸、庚申丸）、蒸気軍艦2隻（壬戌丸、癸亥丸：いずれも元イギリス製商船に砲を搭載）を配備して海峡封鎖の態勢を取っていた。攘夷期限の6月25日、長州藩はアメリカ商船ベンプローク号 (Pembroke) を攻撃、7月8日（5月23日）にはフランスの通報艦「キャンシャン (Kien-Chan)」を、さらに7月11日（5月26日）にはオランダ東洋艦隊所属のメジューサ号 (Medusa) を攻撃した。

### 米国およびフランスの報復攻撃（1863年）

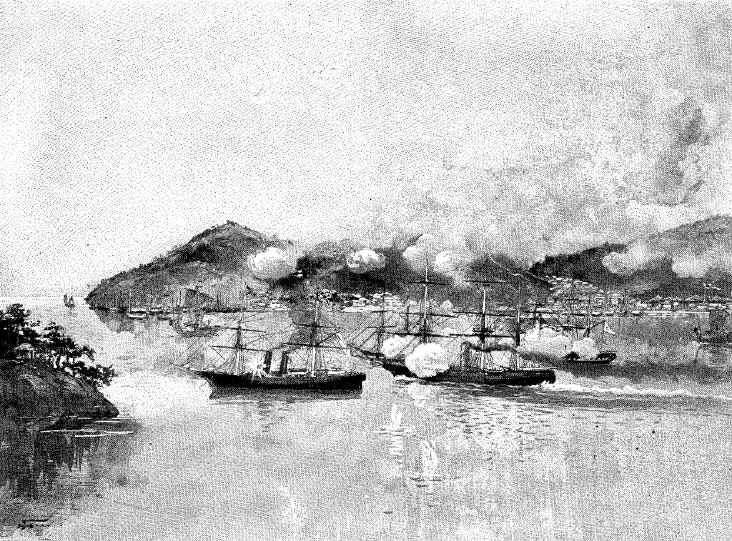
米艦ワイオミング号の下関攻撃

この時期のアメリカは南北戦争の最中で、蒸気スループワイオミングは南軍の襲撃艦アラバマの追跡のためにアジアに派遣されていたが、アメリカ公使ロバート・プルインの要請を受けて横浜に入港していた。アメリカ商船ベンプローク号が攻撃を受けたことを知らされたデービット・マックドガール艦長はただちに報復攻撃を決意して横浜を出港した。7月16日（6月1日）、ワイオミングは下関海峡に入った。ワイオミング号は砲台の射程外を航行し、下関港内に停泊する長州藩の軍艦の壬戌丸、庚申丸を撃沈し、癸亥丸を大破させた。ワイオミング号は報復の戦果をあげたとして海峡を瀬戸内海へ出て横浜へ帰還した。
7月20日（6月5日）、フランス東洋艦隊のバンジャマン・ジョレス准将率いるセミラミスとタンクレードが報復攻撃のため海峡に入った。セミラミスは前田、壇ノ浦の砲台に猛砲撃を加えて沈黙させ、陸戦隊を降ろして砲台を占拠した。長州藩兵は抵抗するが敵わず、フランス兵は民家を焼き払い、砲を破壊した。長州藩は救援の部隊を送るが軍艦からの砲撃に阻まれ、その間に陸戦隊は撤収し、フランス艦隊も横浜へ帰還した。
| 艦名                  | 艦種                     | 建造年     | トン数            | 乗組員 | 機関出力 | 備砲                                                       |
| --------------------- | ------------------------ | ---------- | ----------------- | ------ | -------- | ---------------------------------------------------------- |
| 米国                  |                          |            |                   |        |          |                                                            |
| ワイオミング Wyoming  | 蒸気スクリュースループ   | 1859年     | 排水量1457英トン  | 198    | 不明     | 11インチダールグレン砲x2 60ポンドパロット砲x1 32ポンド砲x3 |
| フランス              |                          |            |                   |        |          |                                                            |
| セミラミス Semiramis  | 蒸気スクリューフリゲート | 1863年改造 | 排水量3830トン    | 521    | 1664IHP  | 35                                                         |
| タンクレード Tancrede | 蒸気スクリュースループ   | 1861年     | 排水量500トン程度 | 不明   | 不明     | 4                                                          |

### 四国艦隊による下関占領（1864年）

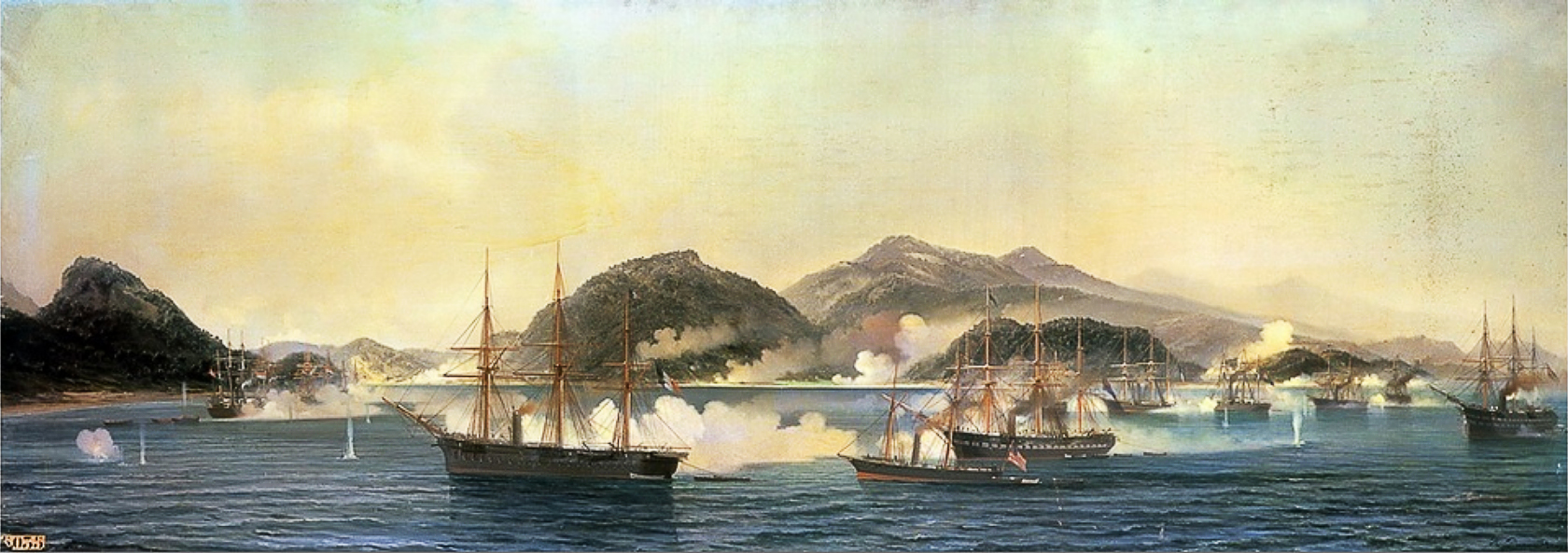
四国連合艦隊による下関砲撃

米国及びフランスの報復攻撃は、一定の成果はあげたものの、長州藩は砲台を修復し、下関海峡は依然として封鎖されたままだった。これは日本と貿易を行う諸外国にとって非常な不都合を生じていた。アジアにおいて最も有力な戦力を有するのはイギリスだが、対日貿易ではイギリスは順調に利益を上げており、海峡封鎖でもイギリス船が直接被害を受けていないこともあって、本国では多額の戦費のかかる武力行使には消極的で、下関海峡封鎖の問題については静観の構えだった。だが、駐日公使ラザフォード・オールコックは下関海峡封鎖によって、横浜に次いで重要な長崎での貿易が麻痺状態になっていることを問題視し、さらに長州藩による攘夷が継続していることにより幕府の開国政策が後退する恐れに危機感を持っていた。日本人に攘夷の不可能を思い知らすため「文明国」の武力を示す必要を感じたオールコックは長州藩への懲罰攻撃を決意した。オールコックのこの方針にフランス、オランダ、アメリカも同意し4月に四国連合による武力行使が決定された。1864年7月22日（元治元年6月19日）、四国連合は20日以内に海峡封鎖が解かれなければ武力行使を実行する旨を幕府に通達する。
9月4日（8月4日）、四国連合艦隊の来襲が近いことを知った藩庁はようやく海峡通航を保障する止戦方針を決めたが、艦隊は既に戦闘態勢に入っており手遅れであった。5日午後、四国連合艦隊は長府城山から前田・壇ノ浦にかけての長州砲台群に猛砲撃を開始した。長州藩兵も応戦するが火力の差が圧倒的であり、砲台は次々に粉砕、沈黙させられた。艦隊は前田浜で砲撃支援の下で陸戦隊を降ろし、砲台を占拠して砲を破壊した。6日、壇ノ浦砲台を守備していた奇兵隊軍監山縣有朋は至近に投錨していた敵艦に砲撃して一時混乱に陥れる。だが、艦隊はすぐに態勢を立て直し、砲撃をしかけ陸戦隊を降ろし、砲台を占拠して砲を破壊するとともに、一部は下関市街を目指して内陸部へ進軍して長州藩兵と交戦した。7日、艦隊は彦島の砲台群を集中攻撃し、陸戦隊を上陸させ砲60門を鹵獲した。8日までに下関の長州藩の砲台はことごとく破壊された。長州藩の主力は京都へ派遣されており、このため下関守備の長州藩兵は旧式銃や槍弓矢しか持たず、新式の後装ライフル銃を持つ連合軍を相手に敗退した。9月8日、戦闘で惨敗を喫した長州藩は講和使節の使者に高杉晋作を任じた。18日に下関海峡の外国船の通航の自由、石炭・食物・水など外国船の必要品の売り渡し、悪天候時の船員の下関上陸の許可、下関砲台の撤去、賠償金300万ドルの支払いの5条件を受け入れて講和が成立した。ただし、賠償金については長州藩ではなく幕府に請求することになった。これは、巨額すぎて長州藩では支払い不能なこともあるが、今回の外国船への攻撃は幕府が朝廷に約束し諸藩に通達した命令に従ったまでという名目であった。
| 艦名                                | 艦種                     | 建造年     | トン数                                    | 乗組員 | 機関出力       | 備砲                                                                                  |
| ----------------------------------- | ------------------------ | ---------- | ----------------------------------------- | ------ | -------------- | ------------------------------------------------------------------------------------- |
| 英国                                |                          |            |                                           |        |                |                                                                                       |
| ユーライアラス Euryalus             | 蒸気スクリューフリゲート | 1853年改造 | 積載量2371トン（bmトン） 排水量3125英トン | 540    | 400NHP         | 110ポンドアームストロング砲x5 40ポンドアームストロング砲x8 その他22門 カロネード砲x16 |
| コンカラー Conqueror                | 蒸気スクリュー戦列艦     | 1859年改造 | 積載量2845トン（bmトン                    | 830    | 500NHP 2048IHP | 68ポンド砲x1 8インチ砲x32 32ポンド砲x56 下関戦争時は合計48門                          |
| レオパード Leopard                  | 蒸気外輪フリゲート       | 1851年     | 積載量1406トン（bmトン）                  | 310    | 560NHP         | 110ポンドアームストロング砲x1 10インチ砲x1 32ポンド砲x4                               |
| バロッサ Barrosa                    | 蒸気スクリューコルベット | 1862年     | 積載量1700トン（bmトン）                  | 240    | 400NHP         | 110ポンドアームストロング砲x1 8インチ砲x20                                            |
| ターター Tartar                     | 蒸気スクリューコルベット | 1854年     | 積載量1296トン（bmトン）                  | 250    | 250NHP         | 110ポンドアームストロング砲x1 40ポンドアームストロング砲x4 8インチ砲x14               |
| アーガス Argus                      | 蒸気外輪スループ         | 1852年     | 積載量981トン（bmトン）                   | 175    | 300NHP         | 110ポンドアームストロング砲x1 10インチ砲x1 32ポンド砲x4                               |
| パーシュース Perseus                | 蒸気スクリュースループ   | 1861年     | 積載量955トン（bmトン）                   | 175    | 200NHP         | 40ポンドアームストロング砲x5 68ポンド砲x1 32ポンド砲x8                                |
| コケット Coquette                   | 蒸気スクリュー砲艦       | 1855年     | 積載量677トン（bmトン）                   | 90     | 200NHP         | 110ポンドアームストロング砲x1 10インチ砲x1 32ポンド砲x1 20ポンド砲x2                  |
| バウンサー Bouncer                  | 蒸気スクリューガンボート | 1856年     | 積載量233トン（bmトン）                   | 40     | 60NHP          | 68ポンド砲x2                                                                          |
| フランス                            |                          |            |                                           |        |                |                                                                                       |
| セミラミス Semiramis                | 蒸気スクリューフリゲート | 1863年改造 | 排水量3830トン                            | 521    | 1664IHP        | 35                                                                                    |
| デュプレ Dupleix                    | 蒸気スクリューコルベット | 1863年     | 排水量1795トン                            | 203    | 1215IHP        | 6.4インチ砲x10                                                                        |
| タンクレード Tancrede               | 蒸気スクリュースループ   | 1861年     | 排水量500トン程度                         | 不明   | 不明           | 4                                                                                     |
| オランダ                            |                          |            |                                           |        |                |                                                                                       |
| メターレン・クルイス Metallen Kruiz | 蒸気スクリューコルベット | 1862年     | 排水量2100トン                            | 240    | 830IHP         | 6.3インチ砲x8 30ポンド砲x8                                                            |
| ジャンビ D'Jambi                    | 蒸気スクリューコルベット | 1860年     | 排水量2100トン                            | 240    | 830IHP         | 6.3インチ砲x8 30ポンド砲x8                                                            |
| メデューサ Medusa                   | 蒸気スクリューコルベット | 1855年頃   | 排水量1700トン                            | 不明   | 不明           | 16                                                                                    |
| アムステルダム Amsterdam            | 蒸気外輪軍艦             | 不明       | 不明                                      | 不明   | 不明           | 8                                                                                     |
| 米国                                |                          |            |                                           |        |                |                                                                                       |
| タキアン Ta-kiang                   | 蒸気スクリュー改造砲艦   | 1864年     | 積載量609トン（bmトン）                   | 40     | 120NHP         | 30ポンドパロット砲x1                                                                  |

## 兵庫早期開港要求（1865年）
下関戦争の賠償は幕府が負担することとなった。幕府は300万ドルを支払うか、あるいは幕府が四国が納得する新たな提案を実施することとなった。英国の新公使ハリー・パークスは、この機に乗じて兵庫の早期開港と天皇からの勅許を得ることを計画した。パークスは、他の3国の合意を得、連合艦隊を兵庫に派遣し（長州征伐のため、将軍徳川家茂は大坂に滞在中であった）、幕府に圧力をかけることとした（賠償金を1/3にする代わり、兵庫開港を2年間前倒しする案があった）。1865年11月1日（慶応元年9月13日）、キング提督を司令官とした英国4隻（プリンセス・ロイヤル、レパード、ペラロス、バウンサー）、フランス3隻（グエリエール、デュプレクス、キャンシャン）、オランダ1隻（ズートマン）の合計8隻（米国は今回は軍艦は派遣せず）からなる艦隊は、英仏蘭の公使を乗せて横浜を出港し、11月4日（9月16日）には兵庫港に到着した。幕府は老中阿部正外および松前崇広派遣し、11月11日（9月23日）から三国の公使との交渉を行わせた。途中、両老中の解任などの紆余曲折を経て、11月24日（10月7日）、幕府は孝明天皇が条約の批准に同意したと、三国に対して回答した。開港日は当初の通り慶応3年12月7日（1868年1月1日）であり、前倒しされることはなかったが、天皇の同意を得たことは三国の外交上の勝利と思われた。また、同時に関税率の改定も行われ、幕府が下関戦争の賠償金300万ドルを支払うことも確認された。
| 艦名                                | 艦種                     | 建造年 | トン数                                    | 乗組員 | 機関出力 | 備砲                                                    |
| ----------------------------------- | ------------------------ | ------ | ----------------------------------------- | ------ | -------- | ------------------------------------------------------- |
| 英国                                |                          |        |                                           |        |          |                                                         |
| プリンセス・ロイヤル Princess Royal | 蒸気スクリュー戦列艦     | 1853年 | 積載量3129トン（bmトン） 排水量4540英トン | 850    | 不明     | 91                                                      |
| レオパード Leopard                  | 蒸気外輪フリゲート       | 1851年 | 積載量1406トン（bmトン）                  | 310    | 560NHP   | 110ポンドアームストロング砲x1 10インチ砲x1 32ポンド砲x4 |
| バウンサー Bouncer                  | 蒸気スクリューガンボート | 1856年 | 積載量233トン（bmトン）                   | 40     | 60NHP    | 68ポンド砲x2                                            |
| フランス                            |                          |        |                                           |        |          |                                                         |
| グエリエール Guerrière              | 蒸気スクリューフリゲート | 不明   | 排水量3935トン                            | 不明   | 不明     | 不明                                                    |
| デュプレ Dupleix                    | 蒸気スクリューコルベット | 1863年 | 排水量1795トン                            | 203    | 1215IHP  | 6.4インチ砲x10                                          |
| キャンシャン Kienchang              | 通報艦                   | 不明   | 不明                                      | 不明   | 不明     | 不明                                                    |
| オランダ                            |                          |        |                                           |        |          |                                                         |
| ズートマン Zutman                   | 蒸気スクリューコルベット | 不明   | 排水量2100トン                            | 240    | 830IHP   | 6.3インチ砲x8 30ポンド砲x8                              |

## 兵庫開港（1867-68年）

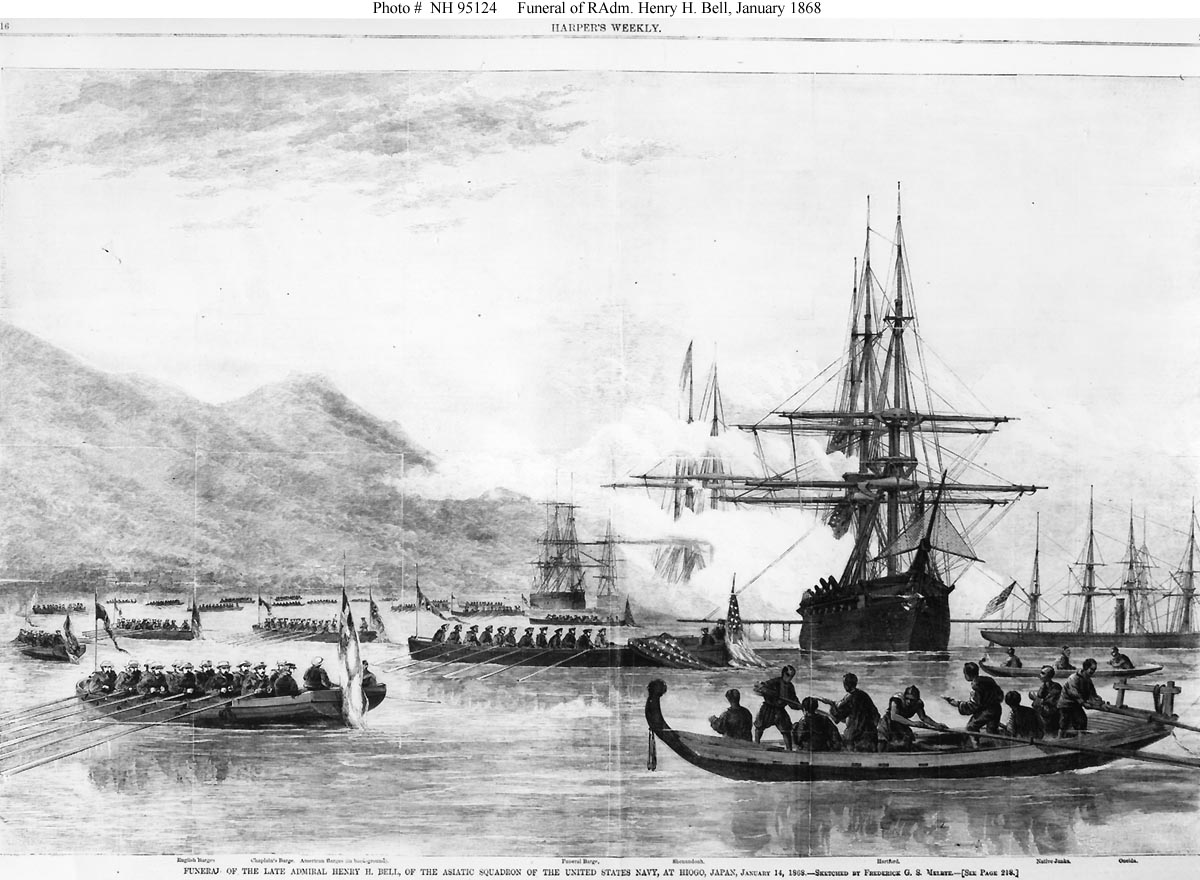
兵庫に集結した艦隊（事故死した米国アジア艦隊司令官ヘンリー・ベル少将の葬儀）

ところが、朝廷は安政五カ国条約を勅許したものの、なお兵庫開港については勅許を与えない状況が続いた。兵庫開港の勅許が得られたのは、延期された開港予定日を約半年後に控えた1867年6月26日（慶応3年5月24日）のことである。第15代将軍に就任した徳川慶喜は2度にわたって兵庫開港の勅許を要請したがいずれも却下され、慶喜自身が参内して開催を要求した朝議を経てにようやく勅許を得ることができた。
兵庫開港を約束どおり幕府に実行させるため、パークスの提案で英・仏・米の3ヶ国18隻の大艦隊が兵庫に派遣されることとなった。1867年12月末に艦隊は兵庫に到着、1868年1月1日（慶応3年12月7日）、神戸は無事開港した。その直後の 慶応4年1月3日（1868年1月27日）、鳥羽・伏見の戦いが勃発した。戦いに敗れた徳川慶喜は1月6日夜（1月30日）、天保山沖に停泊中の米国軍艦イロコイに一旦避難、その後幕府軍艦開陽丸で江戸に脱出した。1月11日（1868年2月4日）、神戸事件が発生し、兵庫港に停泊中の諸艦の水兵が神戸を占領した。
| 艦名                     | 艦種                     | 建造年     | トン数                                    | 乗組員 | 機関出力        | 備砲 |
| ------------------------ | ------------------------ | ---------- | ----------------------------------------- | ------ | --------------- | --- |
| 英国                     |                          |            |                                           |        |                 | |
| ロドニー Rodney          | 蒸気スクリュー戦列艦     | 1860年改造 | 積載量2590トン（bmトン） 排水量4375英トン | 850    | 500NHP 2246IHP  | 70 |
| オーシャン Ocean         | 蒸気スクリュー装甲艦     | 1865年改造 | 積載量4047トン（bmトン） 排水量6832英トン | 606    | 1000NHP 3750IHP | 8インチ砲x4 7インチ砲x20                                                                                       |
| バジリスク Basilisk      | 蒸気外輪スループ         | 1849年     | 積載量1031トン（bmトン） 排水量1710英トン | 310    | 400NHP          | 64ポンド砲x5（6という記載もあり）                                                                              |
| リナルド Rinaldo         | 蒸気スクリュースループ   | 1860年     | 積載量951トン（bmトン） 排水量1365英トン  | 175    | 200NHP 745IHP   | 40ポンドアームストロング砲x5 68ポンド砲x1 32ポンド砲x8                                                         |
| ラトラー Rattler         | 蒸気スクリュースループ   | 1860年     | 積載量950トン（bmトン） 排水量1280英トン  | 175    | 200NHP 853IHP   | 40ポンドアームストロング砲x5 68ポンド砲x1 32ポンド砲x8                                                         |
| コーモラント Cormorant   | 蒸気スクリュー砲艦       | 1860年     | 積載量695トン（bmトン） 排水量877英トン   | 90     | 200NHP          | 7インチx1 64ポンド砲x2                                                                                         |
| サーペント Serpent       | 蒸気スクリュー砲艦       | 1860年     | 積載量695トン（bmトン） 排水量877英トン   | 90     | 200NHP          | 7インチx1 64ポンド砲x2                                                                                         |
| スナップ Snap            | 蒸気スクリューガンボート | 1855年     | 積載量232トン（bmトン）                   | 37     | 60NHP           | 68ポンド砲x2                                                                                                   |
| シルビア Sylvia          | 蒸気スクリュー測量艦     | 1866年     | 積載量695トン（bmトン） 排水量865英トン   | 不明   | 200NHP          | 4 |
| サラミス Salamis         | 蒸気外輪送迎艦           | 1865年     | 積載量835トン（bmトン） 排水量985英トン   | 不明   | 250NHP          | 20ポンド砲x2                                                                                                   |
| アドベンチャー Adventure | 蒸気スクリュー軍隊輸送艦 | 1855年購入 | 積載量1593トン（bmトン）                  | 不明   | 40NHP           | 2 |
| マニラ Manilla           | 蒸気スクリュー倉庫艦     | 1860年購入 | 積載量295トン（bmトン）                   | 不明   | 70NHP           | 2 |
| フランス                 |                          |            |                                           |        |                 | |
| ラプラス Laplace         | 蒸気スクリューコルベット | 不明       | 排水量1900トン                            | 不明   | 不明            | 10 |
| 米国                     |                          |            |                                           |        |                 | |
| ハートフォード Hartford  | 蒸気スクリュースループ   | 1859年     | 積載量1900トン（bmトン） 排水量2900トン   | 302    | 1024IHP         | 9インチダールグレン砲x20 20ポンドパロット砲x2 12ポンド砲x2                                                     |
| シェナンドー Shenandoah  | 蒸気スクリュースループ   | 1863年     | 積載量1375トン（bmトン） 排水量2030トン   | 175    | 1300IHP         | 150ポンドパロット砲x1 11インチダールグレン砲x2 30ポンドパロット砲x1 24ポンド榴弾砲x2 12ポンド砲x2 重12ポンドx2 |
| イロコイ Iroquois        | 蒸気スクリュースループ   | 1859年     | 積載量1016トン（bmトン） 排水量1488トン   | 123    | 1200IHP         | 100ポンド砲x1 9インチ砲x1 60ポンド砲x1 32ポンド砲x4                                                            |
| オーネイダ USS Oneida    | 蒸気スクリュースループ   | 1862年     | 積載量1032トン（bmトン） 排水量1488トン   | 123    | 1200IHP         | 11インチ砲x2 8インチ砲x6 30ポンド砲x1 24ポンド砲x2 12ポンド砲x1                                                |
| アルーストック Aroostook | 蒸気スクリュー砲艦       | 1862年     | 積載量507トン（bmトン） 排水量1488トン    | 114    | 400IHP          | 11インチダールグレン砲x1 24ポンド砲x1 20ポンド砲x1 12ポンド砲x2                                                |